# بلومفیلد (ویرجینیا)
بلومفیلد (به انگلیسی: Bloomfield) یک منطقهٔ مسکونی در ایالات متحده آمریکا است که در شهرستان لادن، ویرجینیا واقع شده‌است. بلومفیلد ۱۶۳٫۰۷ متر بالاتر از سطح دریا واقع شده‌است.